# جائزة ألمانيا الكبرى 1994
جائزة ألمانيا الكبرى 1994 هو سباق فورمولا 1 أقيم بتاريخ 31 يوليو 1994 في حلبة هوكنهايم، ألمانيا. كان التاسع من أصل 16 في بطولة العالم لسباقات الفورمولا واحد موسم 1994. حلّ النمساوي غيرهارد بيرغر أولا بينما جاء الفرنسي أوليفييه بانيس في المركز الثاني.